# James Graham, IV duca di Montrose
James Graham, IV duca di Montrose (16 luglio 1799 – 30 dicembre 1874), è stato un politico scozzese.

## Biografia
Era il figlio di James Graham, III duca di Montrose, e della sua seconda moglie Lady Caroline Marie, figlia di George Montagu, IV duca di Manchester. Studiò a Eton e al Trinity College di Cambridge.

## Carriera
Nel 1821, all'età di 21 anni, venne nominato Vice-Chamberlain della Casa, pur non avendo un seggio in parlamento, carica che mantenne fino al 1827. Nel 1825 venne eletto alla Camera dei comuni per il Collegio di Cambridge, e vi rimase fino al 1832. Prestò giuramento nel Privy Council nel 1827. Nel 1836 successe al padre nel ducato ed entrò nella Camera dei lord.
Quando il conte di Derby divenne Primo Ministro, nel mese di febbraio 1852, egli venne nominato Lord Steward della famiglia, incarico che mantenne fino alla caduta del governo, nel mese di dicembre dello stesso anno.
Fu eletto rettore dell'Università di Glasgow tra il 1837 e il 1874 e come Lord Luogotenente di Stirlingshire tra il 1843 e il 1874. Venne nominato Cavaliere del Cardo nel 1845.

## Matrimonio
Nel 1836 sposò Caroline Horsley-Beresford, figlia di John Horsley-Beresford. Ebbero molti figli.

## Morte
Morì nel dicembre del 1874, a 75 anni. La Duchessa in seguito si risposò e morì nel novembre del 1894.

## Onorificenze
| Controllo di autorità | VIAF (EN) 4044153063219319320001 · GND (DE) 1161824278 |